# Ясенов-Польный
Ясено́в-По́льный (укр. Ясенів-Пільний) — село в Городенковской городской общине Коломыйского района Ивано-Франковской области Украины.
Население по переписи 2001 года составляло 3278 человек. Занимает площадь 29,577 км². Почтовый индекс — 78143. Телефонный код — 03430.